# Zeesneeuw
Zeesneeuw is een marien bezinksel op de oceaanbodem in de diepzee dat voornamelijk uit organisch materiaal bestaat. Het is een samenstelling van dode dierlijke en plantaardige resten, diatomeeën en ontlasting, en verder anorganisch materiaal als zand. De 'sneeuwvlokken' worden door een soort slijm, bestaande uit koolhydraatmoleculen, bijeen gehouden en dwarrelen van de hoger gelegen regionen van de oceaan naar beneden. De vlokken groeien aan naarmate ze zinken en kunnen uiteindelijk een diameter van een paar centimeter bereiken. Het kan een paar weken duren voordat een vlok de oceaanbodem bereikt.
De meeste organische deeltjes van de zeesneeuw worden opgegeten door micro-organismen, dierlijk plankton en andere diertjes die organische resten uit het zeewater filteren. Omdat zonlicht niet tot de diepzee doordringt, is fotosynthese daar niet mogelijk; diepzeeorganismen zijn daarom meestal heterotroof en voor hun energievoorziening in grote mate afhankelijk van zeesneeuw.
Het deel van de zeesneeuw dat niet wordt opgegeten komt terecht op de oceaanbodem, waar het door biologische processen wordt afgebroken.

## Slijmstof
Wanneer door een overmaat aan voedingsstoffen (eutrofiëring) in het zeewater te veel zeesneeuw gevormd wordt, ontstaat slijmstof in grote plaggen en slierten op en in het water, en in dichte lagen op de zeebodem. Dit leidt tot zuurstofgebrek (anoxie) en tot het afsterven van bodemleven.